# Menhir de Men Guen (Saint-Gildas-de-Rhuys)
Le menhir de Men Guen, appelé aussi menhir de la Saline, est un menhir situé à Saint-Gildas-de-Rhuys dans le département français du Morbihan.

## Protection
Le menhir est inscrit au titre des monuments historiques par arrêté du 9 septembre 1968.

## Description
Le menhir mesure 1,50 m de hauteur sur 1,90 m de largeur.